# Súľová
Súľová (909 m n.p.m.) – przełęcz w głównym grzbiecie Gór Wołowskich w łańcuchu Rudaw Słowackich. Rozdziela grupę Złotego Stołu (słow. Zlatý stôl) na południowym wschodzie od grupy Knoli na północnym zachodzie. Na północnym zachodzie ponad przełęczą wznosi się masyw góry Babiná (1278 m) w grupie Knoli, natomiast na południowym wschodzie – szczyt Peklisko (1070 m) należący do masywu Súľovej.
Od strony południowej spod przełęczy spływa Súľovský potok, tworzący wraz ze swymi dopływami rozległą i głęboko wciętą dolinę długości blisko 11 km. Natomiast od strony północnej stoki przełęczy opadają krótko ku wysoko położonej dolinie Hnilca, którego koryto znajduje się zaledwie niespełna 550 m w linii prostej od siodła przełęczy.
Grzbietem przez przełęcz biegnie granica dwóch krain historycznych: Spisza (na północy) i Gemeru (na południu).
Przez przełęcz biegnie asfaltowa droga nr 533 z Gemerskiej Połomy do Nowej Wsi Spiskiej (bez komunikacji autobusowej). Na siodle przełęczy drewniany krzyż i ruiny dawnej murowanej karczmy. Na polanie tuż pod przełęczą, po stronie południowej (gemerskiej), dawna leśniczówka Súľová (obecnie własność prywatna).
Grzbietem przez przełęcz przebiega czerwono znakowany szlak turystyczny zw. Szlakiem Bohaterów Słowackiego Powstania Narodowego (słow. Cesta hrdinov SNP) oraz dalekobieżny europejski szlak turystyczny E8. Z serpentyn szosy na północ od przełęczy roztaczają się piękne widoki na dolinę Hnilca.